# Stanislav Velický
Stanislav Velický (* 16. dubna 1981, Malacky) je slovenský fotbalový záložník, od ledna 2017 hrající nižší rakouskou ligu za klub USV Hauskirchen.

## Kariéra
S fotbalem začínal v TJ Družstevník Lakšárska Nová Ves jako brankář, ale brzy se přesunul do útoku. V roce 1994 přestoupil do SH Senica, kde se postupně probojoval až do "A" týmu, za který si zahrál 3. ligu. Tady se také přeorientoval na záložníka. V létě 2001 nastoupil na vojnu u FK Dukla Banská Bystrica, ale většinou se připravoval s FK Bukocel Vranov nad Topľou. Po roce se vrátil do Senice, se kterou si zahrál 2. ligu. Po sezoně přestoupil do AS Trenčín, kde si ho vyhlédl trenér Anton Jánoš. Tady si v létě 2003 v zápase se Slovanem Bratislava odbyl premiéru v Corgoň lize. V roce 2005 zamířil do Banské Bystrice, ale kvůli častým zraněním první sezonu moc nehrál. Tady vydržel do roku 2008, kdy jej vedení pustilo na hostování do FC Artmedia Petržalka, kam jej chtěl Vladimír Weiss. Za Artmedii si zahrál i v předkole Ligy mistrů (s finským Tampere United a italským Juventusem Turín) a v Poháru UEFA (s portugalskou Bragou). Weiss po sezoně odešel k reprezentaci a novým trenérem se stal Michal Hipp, který Velickému nabídl pokračování. Ten ale zamířil do Rakouska do týmu SV Mattersburg, kterému pomohl k záchraně v Bundeslize. Nedohodl se ovšem na prodloužení smlouvy a v roce 2009 zamířil do FK Senica, ačkoliv měl nabídku od Artmedie. Tady v té době hráli bývalí hráči Jihlavy Petr Faldyna, Pavel Bartoš a Radek Sláma. Na jaře 2010 znovu zamířil do zahraničí, tentokrát do polské MKS Odry Wodzislaw Slaski, která neúspěšně bojovala o záchranu v nejvyšší polské fotbalové soutěži. Po skončení sezony opět změnil tým, zamířil do kyperského AEP Pafos. Klubu se ovšem příliš nedařilo a po výměně trenéra přestal Velický dostávat příležitosti. V lednu 2011 se proto rozhodl pro další návrat na Slovensko, tentokrát do MFK Dolný Kubín, hrající 2. ligu. V létě pak dostal řadu nabídek z Corgoň ligy, ale rozhodl se zkusit štěstí v FC Vysočina Jihlava. Po ročním angažmá na Vysočině přestoupil do DAC 1904 Dunajská Streda. V něm ale v září 2013 skončil a v lednu 2014 zamířil do Maďarska do celku Mezőkövesd - Zsóry SE. V Maďarsku však vydržel pouze půl roku.

## Úspěchy
- 2011/2012 – postup do Gambrinus ligy s FC Vysočina Jihlava